# Federico Martín Bahamontes
Alejandro Martín Bahamontes (Santo Domingo-Caudilla, Toledo, 9 de julio de 1928-Valladolid, 8 de agosto de 2023), conocido como Federico Martín Bahamontes, apodado El Águila de Toledo y anteriormente El Lechuga, fue un ciclista profesional español, activo entre 1954 y 1965, periodo durante el cual logró 74 victorias. Vencedor del Tour de Francia 1959, fue el primer corredor español en adjudicarse esta prueba, en la que además consiguió en seis ocasiones el Gran Premio de la Montaña, categoría con la que también se alzó en el Giro de Italia (una vez) y en la Vuelta a España (dos veces).Es reconocido oficialmente como el "Mejor Escalador de la Historia del Tour".
Escalador superdotado, continuamente a la ofensiva, era capaz de producir fulgurantes aceleraciones en las rampas más duras superando a sus competidores, como lo demuestran sus cincuenta y dos pasos en primer lugar por cimas de montaña, el mejor registro total para un ciclista en el Tour de Francia. Reconocible por su silueta esbelta, no se desenvolvía con la misma superioridad en los descensos. Dotado de un vivo temperamento, era capaz de alternar de forma imprevisible jornadas brillantes con episodios de desmoralización. Mantuvo una encarnizada pugna con el ciclista Jesús Loroño, rivalidad que se extendió de las carreras a los periódicos y a los despachos federativos, y que dividió durante años a los aficionados españoles al ciclismo.
Está considerado como uno de los mejores escaladores de todos los tiempos.

## Biografía

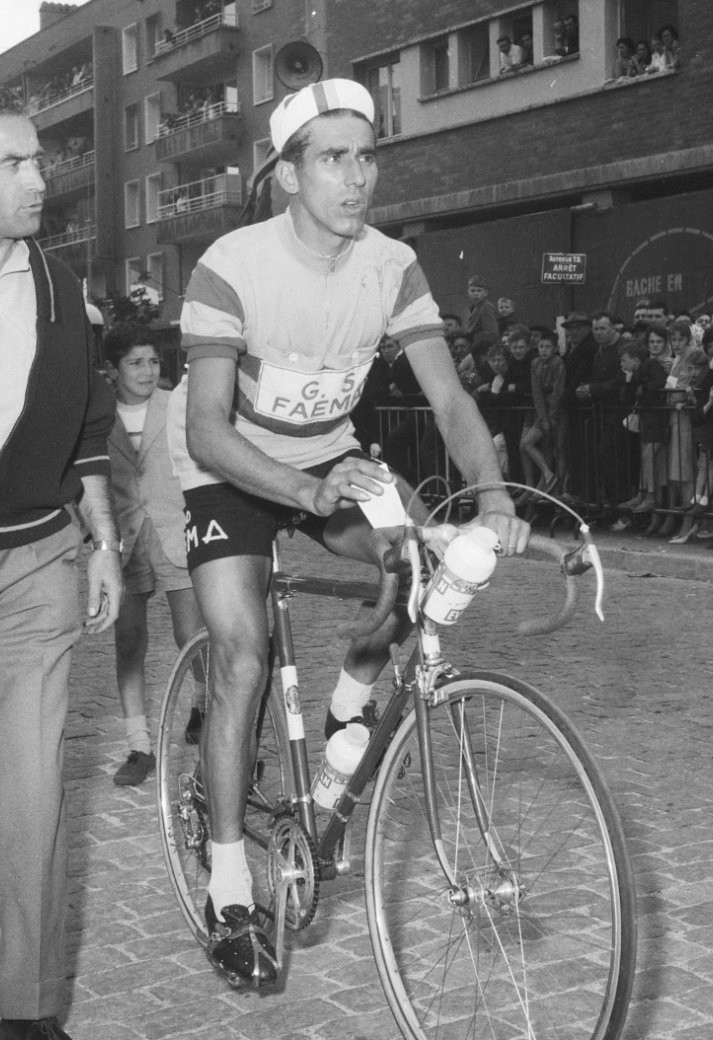
Bahamontes en el Tour de Francia 1960

Bahamontes nació en pleno verano de 1928, en una casilla de peones camineros de la pequeña localidad de Val de Santo Domingo (actualmente, ayuntamiento de Santo Domingo-Caudilla, población situada unos 30 km al noroeste de Toledo) en la que residían sus padres, Julián Martín Losana (por entonces peón caminero) y Victoria Bahamontes San Cristóbal. Federico era el hijo mayor, y tuvo tres hermanas: Julia, Luisa y Carmen. Seis meses después de su nacimiento, la familia se trasladó a Toledo, donde su padre había encontrado trabajo como guardés de un cigarral. Sin embargo, con el estallido de la guerra civil española, la familia tuvo que refugiarse en Madrid coincidiendo con los acontecimientos del asedio del Alcázar de Toledo. Con el final de la guerra en 1939, pudieron regresar a Toledo, y Federico retornó a la escuela. Su padre lo colocó como aprendiz en un taller de carpintería, pero lo dejó al poco tiempo y comenzó a trabajar en el taller de bicicletas del antiguo ídolo del ciclismo local, Moisés Alonso, al tiempo que hacía de repartidor para varios comerciantes del centro de la ciudad. De lleno en el período de penuria económica que siguió a la guerra civil, Bahamontes contribuía a completar los ingresos de la familia dedicándose al estraperlo, yendo con su bicicleta a comprar mercancías en Gálvez y Torrijos, que su madre revendía en la ciudad de Toledo por fuera del mercado, cuyos abastos estaban sometidos a racionamiento. Estas frecuentes galopadas en bicicleta por la carretera de Torrijos, recorriendo 30 km de ida y otros tantos de vuelta cargado, más los continuos viajes como recadero con una carretilla por las empinadas cuestas de Toledo, contribuyeron a moldear de forma decisiva sus innatas condiciones como ciclista.

### Ciclista aficionado

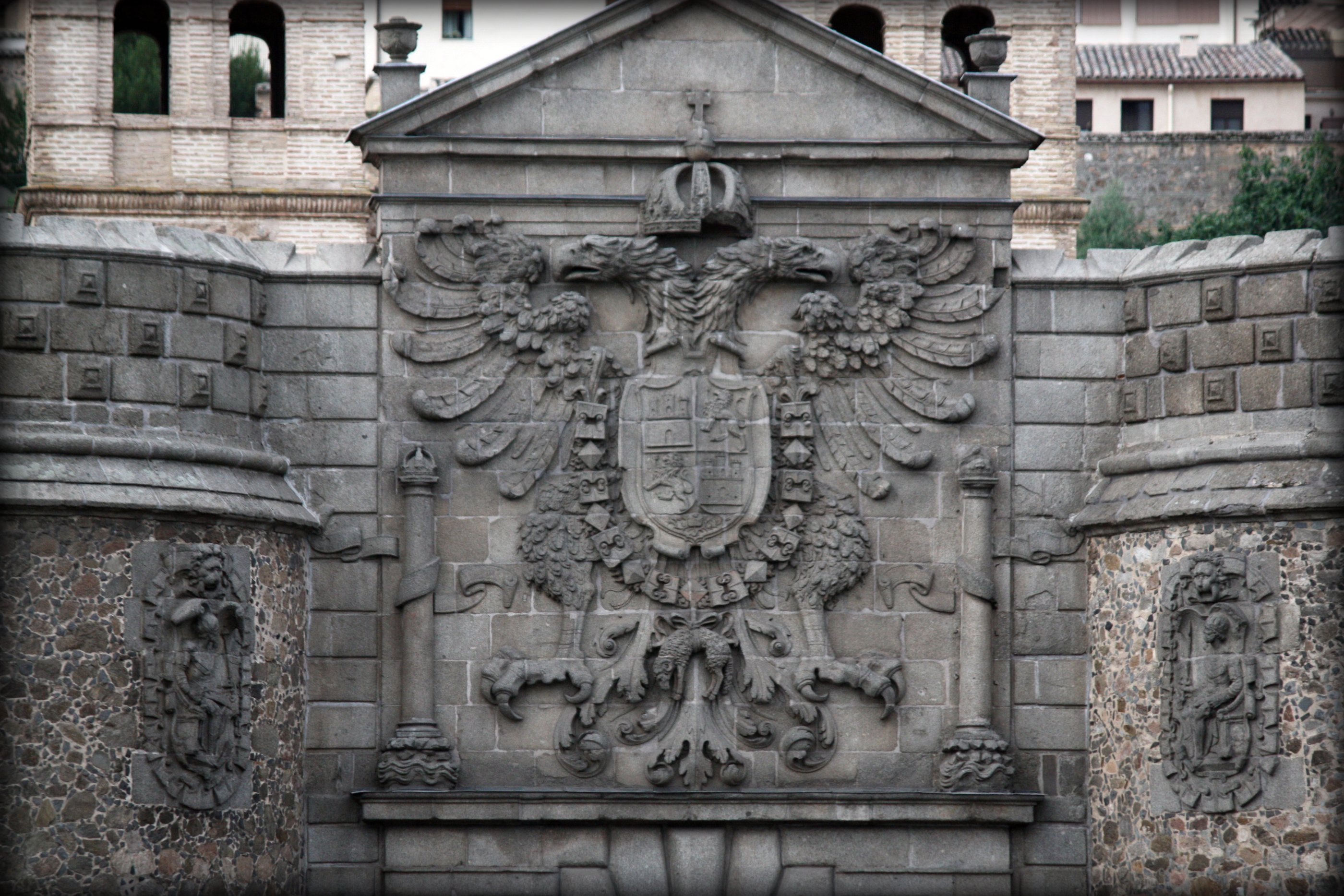
Escudo de la Puerta de Bisagra en Toledo, con el águila bicéfala que inspiraría el apodo de Bahamontes: El Águila de Toledo

Bahamontes comenzó a competir de forma casi casual con 19 años, cuando se apuntó a una carrera local organizada por "Educación y Descanso" en Toledo, que ganó con una bicicleta de paseo, bicicleta que había comprado a un herrero por "30 duros". Entre los corredores locales era apodado "El Lechuga", mote heredado de su abuelo y que le encajaba perfectamente por su trabajo en la frutería del mercado de abastos. En el programa La Resistencia de David Broncano reconoció que el origen del mote se relaciona con el refrán 'entre col y col está la lechuga', siendo que col se refiere a colline, la acepción de puerto de montaña en francés.
En 1948, Federico fue seleccionado para el campeonato de "Educación y Descanso" en Madrid. Se cayó cerca de la meta al chocar con un espectador, y tuvo que conformarse con el quinto puesto. En 1949, obtuvo sus primeros grandes éxitos, adjudicándose el Trofeo Luis Guijarro y la Vuelta a Ávila, en la que se impuso en la general y fue el mejor escalador. Con el permiso de su padre, decidió dedicarse por completo a la bicicleta. En 1950 completó su servicio militar en el Regimiento de Automóviles de la Reserva General. Sus cualidades deportivas y buen comportamiento le valieron el aprecio de sus jefes y muchos permisos para entrenar. Fue durante este período cuando conoció a su futura esposa, Fermina Aguilar Sánchez. Al año siguiente, se multiplicaron sus éxitos: ganó el título de campeón aficionado de España en el circuito de Mieres (Asturias), y en la Vuelta a Ávila ganó de nuevo la general y el premio al mejor escalador como dos años antes.
En la temporada 1952, se presentó a la carrera Madrid-Toledo, en la que corrían muchos ciclistas profesionales. Tras algunos problemas con su licencia como ciclista independiente, se le permitió tomar la salida, pero fuera de concurso. Cruzó la línea de meta en primer lugar, pero la victoria final se le adjudicó a Julián Berrendero. En la Vuelta a Castilla, se mostró a la altura de los mejores (solo le superó el italiano Giancarlo Astrua), y a continuación ganó la Vuelta a Albacete. En 1953, dominó la competición en la Vuelta a Málaga, imponiéndose en tres de las cinco etapas. También ganó el campeonato de Castilla independiente, y participó en la Volta a Cataluña, donde se clasificó octavo y fue el mejor escalador.

### Ciclista profesional
| Acerca del famoso incidente del helado en el Tour de 1954, el ciclista y comentarista deportivo Pedro Delgado explica que: En la etapa 17.ª entre Lyon y Grenoble, en las estribaciones de La Romèyre, [Bahamontes] va escapado con 2 franceses (Jean Mallejac y Jean Le Guilly) y un suizo, Fritz Schaer. En los primeros kilómetros de la subida, el coche de la selección suiza llega hacia su ciclista para decirle que no releve y en ese momento saltan unas piedras que van a parar a la rueda de Bahamontes, rompiéndole varios radios. Destensó el freno de esa rueda para poder seguir hasta la cima, y aun así realizó dos hachazos para marcharse en solitario. Coronó tranquilamente con un par de minutos de ventaja. Como bajar con la rueda maltrecha y sin frenos era una locura, esperó al coche de apoyo en la cima. Mientras, se acercó a un vendedor de helados que había en la cima y con dos dedos le señaló: "deux boules" murmuró el comerciante, y le preparó un cucurucho con 2 bolas de helado de vainilla, que se tomó Bahamontes en la cima de La Romèyre mientras esperaba a que llegase el coche de Julián Berrendero (director de la selección española). La gente y prensa desplazada allí, ajenos a la avería, quedaron impresionados ante la chulería del español, que se permitía esperar a sus rivales tomándose un helado. Les extrañó y realizaron infinidad de fotos que daban la impresión de que se tomase la carrera a cachondeo y así lo ilustró la prensa desplazada, como una anécdota divertida de la carrera. Esta genialidad, aumentó la aureola de excéntrico de Bahamontes. |

Tour de 1954

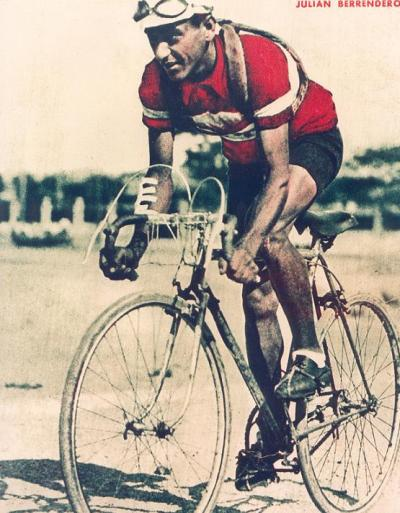
Julián Berrendero

Su carrera profesional comenzó en 1954, cuando se marchó a residir en Barcelona, encuadrado en el equipo Cercle Barcelonista de Santiago Mostajo. Con el maillot de la escuadra Splendid obtuvo su primera victoria internacional, venciendo en la subida al Mont Agel en Mónaco, en la que un todavía desconocido Bahamontes se impuso al favorito, Gilbert Bauvin. Tras una serie de pruebas locales en el sur de Francia en las que destacó como escalador, volvió a España. Julián Berrendero, seleccionador español, le había visto en la Vuelta a Asturias, y lo incluyó en el equipo español que iba a correr el Tour ese mismo año. Centrado en la lucha por el premio de la montaña, se impuso en prestigiosas cimas como el Aubisque, haciéndose con el título de mejor escalador con 95 puntos sobre los 53 de Louison Bobet, ganador de la general, en la que Bahamontes ocupó la posición 25. El Tour de 1954 se convirtió en el escenario en el que comenzó a forjarse su leyenda de corredor «excéntrico» en la prensa deportiva internacional, con el célebre incidente del helado en la cima de La Romèyre. Durante la subida, Bahamontes había sufrido una avería en los radios de la rueda trasera de su bicicleta, lo que le obligó a destensar el freno. Una vez coronado el puerto con dos minutos de ventaja, no le quedó más remedio que esperar hasta que llegase el coche de asistencia para que le cambiase la rueda averiada, circunstancia que aprovechó para tomarse un helado. Este hecho fue erróneamente interpretado durante mucho tiempo como un gesto deliberado de Federico para remarcar su superioridad en la montaña ante sus rivales. Tras ser proclamado «rey de la montaña» de la ronda francesa, se le tributó un recibimiento triunfal en Toledo, donde abrió su tienda de bicicletas con las ganancias acumuladas aquella temporada.
En 1955 no fue especialmente brillante: repitió victoria en la subida al Monte Agel y en la Vuelta a Asturias. Su primera participación en la Vuelta a España, en la que venció el francés Jean Dotto, se saldó con un modesto puesto 21 en la general. Una misteriosa enfermedad que el propio Bahamontes denominó el «limaquillo» (luego se supo que se trataba de una antigua lesión de rodilla) le impidió correr ese año el Tour.
Es en la temporada 1956 cuando las hazañas de Bahamontes en la montaña comienzan a ser objeto de atención masiva, y cuando se hicieron evidentes los recelos entre Bahamontes y Jesús Loroño. Ambos tuvieron graves disensiones en la Vuelta, acentuadas por las órdenes del jefe del equipo español, Luis Puig, que no pudo conseguir que enterrasen sus rencillas. A pesar de una Vuelta a España que no colmó su ambición (acabó cuarto de la general, con Jesús Loroño en segunda posición y el italiano Angelo Conterno en lo más alto del podio), y un Giro que no pudo finalizar tras una dramática ascensión al Bondone en medio de una descomunal nevada, en el Tour tuvo una actuación destacada. Aquella edición la ganaría el francés Roger Walkowiak, con la montaña para el luxemburgués Charly Gaul. Bahamontes terminaría cuarto en la general.
En 1957 vio una de las ediciones de la Vuelta con una lucha más cerrada, en la que de nuevo se enfrentaron Jesús Loroño (que ganaría aquella edición) y Bahamontes (segundo, adjudicándose el premio de la montaña), envueltos en las disputas dentro del equipo español, que de nuevo Luis Puig no pudo reconducir. En el Tour, al que acudió con grandes expectativas, volvieron sus problemas con Loroño. Mientras que el apodo de "Águila de Toledo" se hacía popular en Francia a través de las páginas del diario L'Equipe, Bahamontes se retiraba en la novena etapa, debido al dolor que le producía en un brazo una inyección de calcio administrada por Luis Puig. Siendo competencia exclusiva de los médicos de equipo administrar estas inyecciones, Luis Puig se vio obligado a abandonar la dirección del equipo al año siguiente. Esta edición de 1957 fue ganada por el francés Jacques Anquetil.
En la Vuelta de 1958 continuó su encarnizada pugna con Loroño dentro del equipo español. Se repite la historia del año anterior, pero esta vez se llevará la prueba el francés Jean Stablinski, con Bahamontes (que se adjudicó la montaña) sexto y Loroño octavo. En su segundo Giro, consigue una etapa, pero lastrado por una caída no puede brillar en la montaña, logrando un discreto puesto 17 en la clasificación general. En el Tour de aquel año, de la mano de Dalmacio Langarica, tiene un pésimo inicio, quedando relegado en las primeras etapas al puesto 63 de la general, a casi 30 minutos de la cabeza. Sin embargo, inicia una espectacular remontada en los Pirineos, que le permitirá ganar dos etapas, hacerse con el premio de la montaña y con la octava plaza en París. En esta edición, Charly Gaul hizo valer su categoría como escalador para obtener el primer puesto de la general. Ese mismo año también consiguió imponerse en dos Campeonatos de España: la prueba de 100 km en línea (batiendo el récord establecido en 1928 por Telmo García) y la carrera de montaña disputada en Bermeo.

Tour de 1959

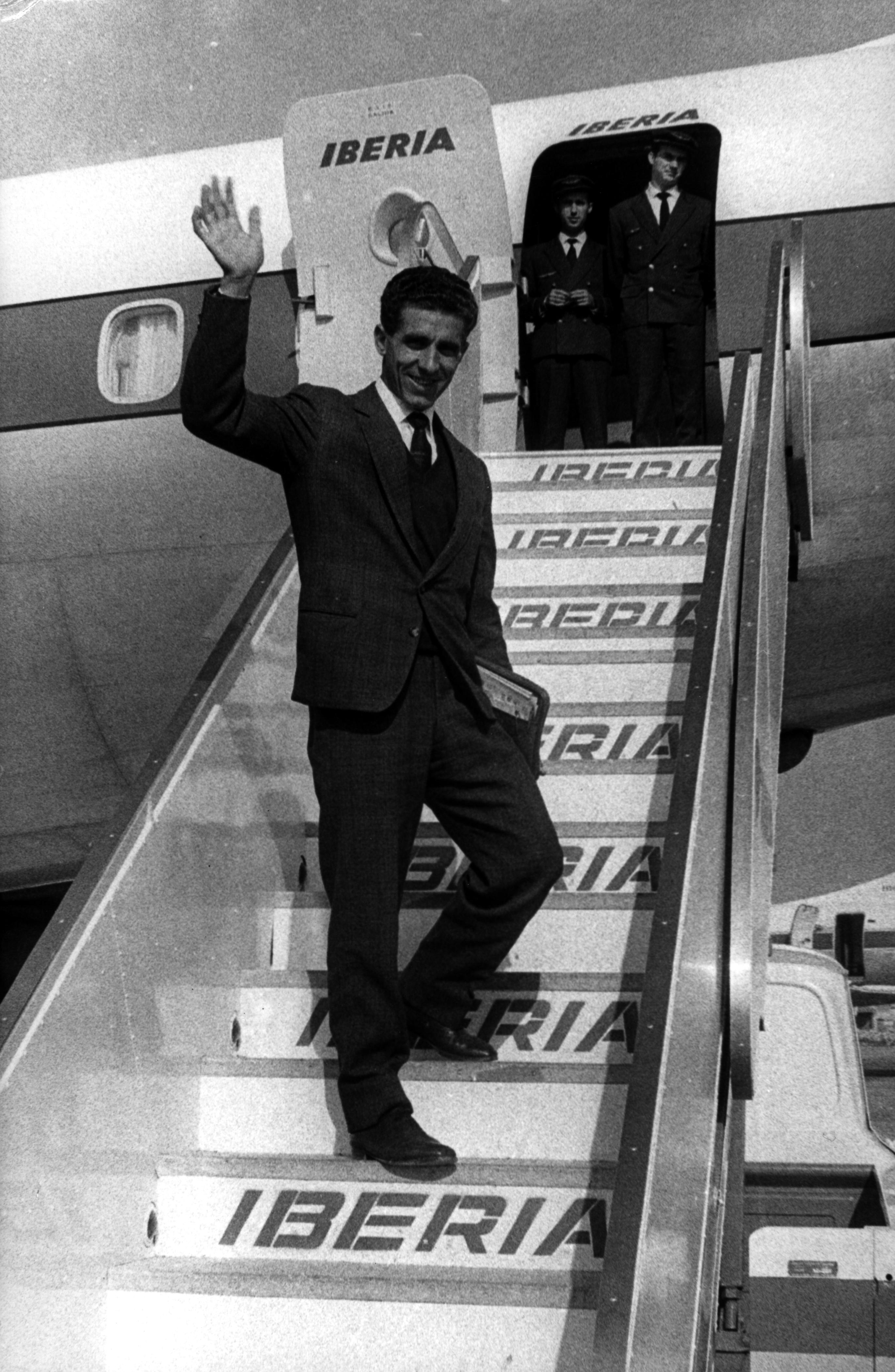
Bahamontes, tras vencer en el Tour de 1959

En 1959 fue dirigido por el célebre ciclista italiano Fausto Coppi, con quien había estado reunido unos meses antes, disfrutando de una jornada de caza en Toledo. Coppi le propuso que fichara por el equipo que estaba formando (el "Tricofilina-Coppi", patrocinado por una marca de brillantina para el pelo). La intervención de Coppi, según reconoce el propio Bahamontes, fue fundamental para convencerle de que debía luchar por la clasificación general del Tour, olvidándose del gran premio de la montaña.
Su primer gran objetivo de la temporada, la Vuelta, acabó en fiasco. Abandonó en la etapa 11 por un ántrax en una pierna, discutiendo después con Coppi, que opinaba que debía recurrir a la cirugía para curar su lesión. Tras reponerse, participó en la Vuelta a Suiza, en la que se clasificó tercero, mejorando progresivamente a medida que avanzaba la prueba, lo que le dio confianza para abordar el Tour con garantías. Sin embargo, poco antes de comenzar la ronda francesa, tuvo que salvar un nuevo obstáculo: la carrera se seguía corriendo por equipos nacionales, y el seleccionador Dalmacio Langarica eligió como jefes de filas a Antonio Suárez y a Bahamontes (primero y segundo respectivamente en el recién disputado campeonato de España), lo que provocó que Jesús Loroño (el sempiterno rival de Bahamontes entre los aficionados de la época) renunciase a formar parte del equipo, con el consiguiente escándalo.
Consagrado como un especialista de la montaña, Bahamontes venció en el Tour de Francia 1959, aunque inicialmente no partía como favorito. Una larga escapada en los Pirineos y su victoria en la cronoescalada del Puy-de-Dôme le supusieron una importante ventaja. En los Alpes, se asoció con el también escalador Charly Gaul y aunque tanto Henri Anglade como Jacques Anquetil le recortaron tiempo, no supusieron una amenaza para el corredor español, que aventajaría a Anglade, segundo clasificado, en más de cuatro minutos al final del Tour. El 18 de julio de 1959, entraba vestido de amarillo en París, donde le esperaba su esposa Fermina, a quien entregó el ramo de vencedor de la prueba. Tras una serie de criterium posteriores al Tour, Bahamontes fue recibido el 20 de septiembre por una multitud enfervorecida, que le vitoreaba mientras recorría en un coche descubierto la ciudad de Toledo.
Tras su prestigioso triunfo de 1959, la temporada de 1960 comenzó mal para Bahamontes, que se fracturó el fémur en la Vuelta a Levante. Todavía afectado por la lesión, se negó a participar en la Vuelta, pero la insistencia de la organización y un generoso contrato hicieron que tomase la salida. Sin embargo, se retiró a dos etapas del final, para protestar por la injusta exclusión de su gregario Julio San Emeterio, acusando a la organización de dar un trato de favor a Loroño (que por otro lado, solo pudo ser noveno en la general). La prensa arremetió contra Bahamontes, y el diario Arriba llegó a publicar que «El águila ha perdido sus alas». La polémica continuó con su inscripción en el Tour. Pese a su precario estado de forma, se le presionó para que defendiera su título en la ronda francesa, pero tuvo que abandonar en la segunda etapa, aumentando el clamor de la prensa en su contra.
En 1961 tampoco mejoró mucho su situación. Triunfó de nuevo en las subidas a Mont Agel y a Arrate, pero en el Tour de Romandía no pasó de la decimosegunda posición, y en el Giro se retiró en la etapa 17 debido a un problema muscular. El Tour de Francia no le vio tomar la salida.
La temporada 1962 vivió el esperado retorno del Águila de Toledo. Los equipos nacionales dieron paso a las escuadras comerciales, y Bahamontes fichó por el equipo francés Margnat-Paloma, dirigido por Raoul Rémy, que tenía depositadas grandes esperanzas en el español de cara al Tour. En una edición dominada finalmente por Anquetil, Bahamontes perdió demasiado tiempo en las primeras etapas llanas, lo que le privó de luchar por la general de esa edición. No obstante, llegado su terreno, demostró que aun era un gran escalador, se hizo de nuevo con la clasificación de la montaña, ganó una etapa (cronoescalada en Superbagnères) y acabó el 14º en la clasificación general.

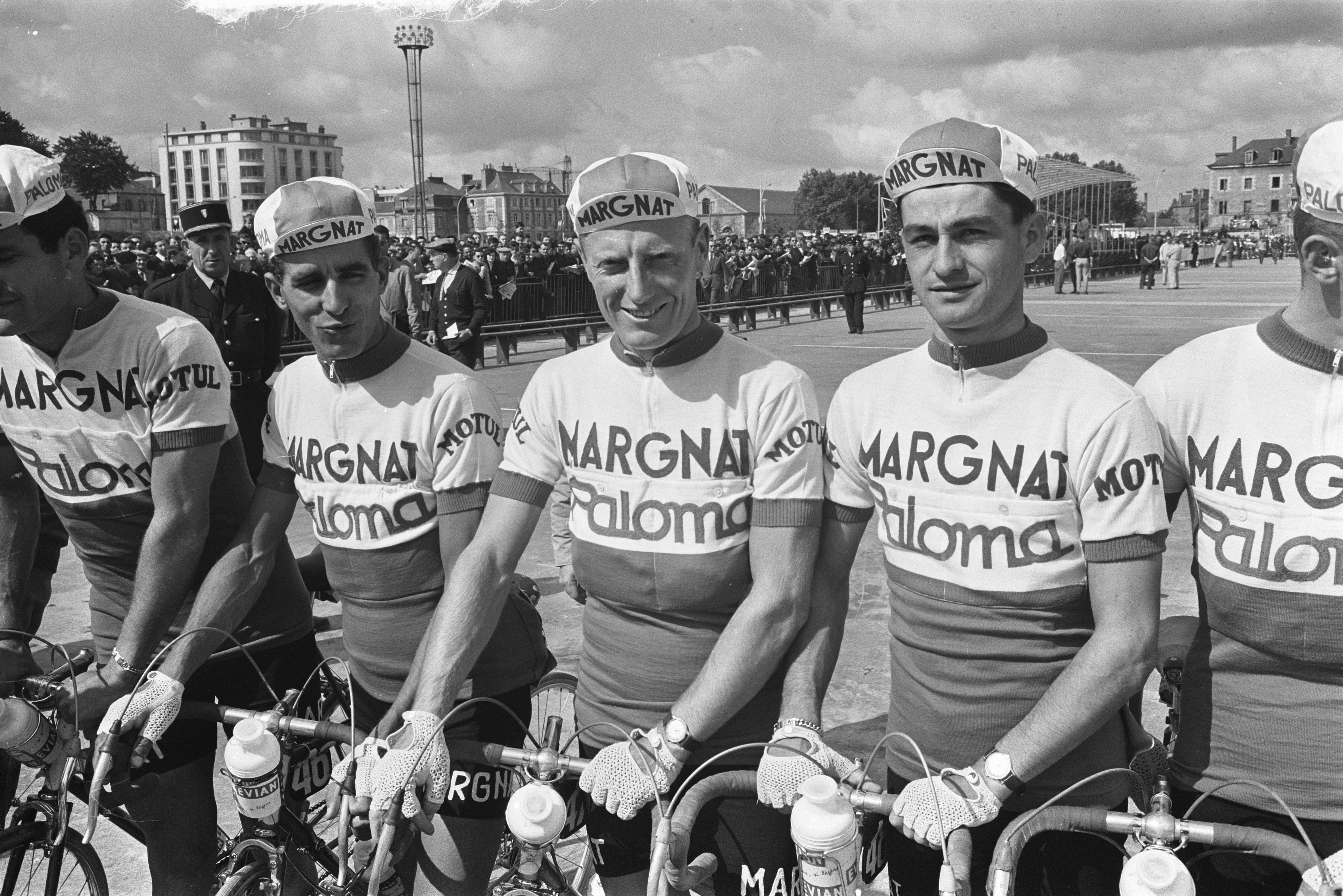
Bahamontes con André Darrigade y Jacques Gestraud en el Tour de 1964

Tras una serie de buenos resultados en carreras disputadas en el sur de Francia, en 1963 Bahamontes se vio relegado por Anquetil a la segunda plaza en el Tour. Muy igualados tanto en los Alpes como en los Pirineos, Anquetil daría el golpe de efecto en la contrarreloj, consiguiendo su, por aquel entonces, 4.º Tour, seguido por Bahamontes a más de tres minutos y medio. Un año más tarde, en 1964, Bahamontes terminaría 3.º por detrás de Anquetil y Raymond Poulidor, a más de cuatro minutos del ganador. Se adjudicó su sexto título de la montaña, ganó dos etapas y protagonizó sonadas escapadas de la mano de otro gran escalador español, el abulense Julio Jiménez.
La temporada de 1965 fue la última de Bahamontes como corredor profesional. Décimo en la Vuelta, participó en su último Tour durante el que no pudo mantener el ritmo de la competición. En la etapa de montaña entre Dax y Bagnères-de-Bigorre llegó penúltimo, a más de 50 minutos de Julio Jiménez. Abandonó al día siguiente. La última victoria de su carrera la consiguió el 12 de octubre de 1965, en la Escalada Ciclista a Montjuic.

### Balance deportivo
Durante sus 12 temporadas de profesional, además de su victoria de 1959, Bahamontes subió al podio del Tour de Francia en otras dos ocasiones (segundo en 1963 y tercero en 1964) y una vez al podio de la Vuelta a España (segundo en 1957). Logró once victorias de etapa en Grandes Vueltas: siete en el Tour de Francia, tres en la Vuelta a España y una en el Giro de Italia; haciéndose con el Campeonato de España de Ciclismo en Ruta en 1958.
Como el gran escalador que era, ganó el Gran Premio de la montaña dos veces en la Vuelta a España, una en el Giro de Italia y seis en el Tour de Francia, récord que compartió con el belga Lucien van Impe durante décadas hasta que en 2004 el francés Richard Virenque superó a ambos al ganar su séptimo entorchado.

### Vida posterior

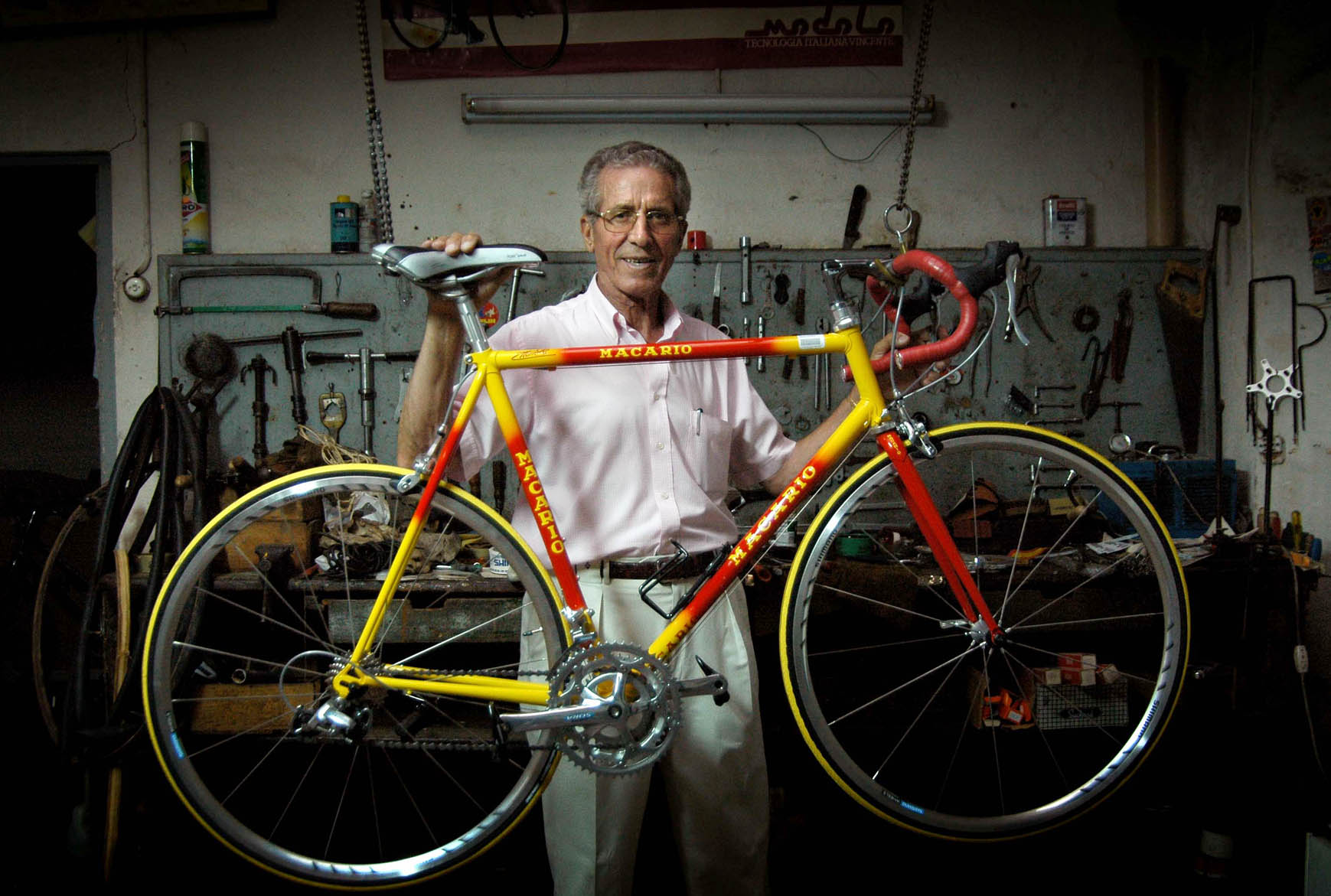
Bahamontes en 2005

Después de su retirada, Bahamontes se hizo cargo de la gestión de su tienda de bicicletas y ciclomotores en Toledo a partir de 1966 y se convirtió en organizador de una carrera ciclista, la Vuelta a Toledo. Bahamontes afirma que no volvió a subirse de nuevo en una bicicleta después del final de su carrera, excepto en un homenaje fúnebre a Luis Ocaña, ganador del Tour de Francia 1973 que se suicidó en 1994. Sin embargo, esta actitud testimonia un profundo compromiso con el ciclismo. Sobre su carrera, dijo en 2009: "Sigo las carreras de hoy en día, para ver donde estuve, se me pone la piel de gallina y soy feliz."
A través del Club Peña Bahamontes impulsó y dirigió un equipo ciclista profesional, La Casera-Peña Bahamontes y dirigió la Vuelta Ciclista a Toledo durante cincuenta años, hasta 2015. Además, apadrina al Club Ciclista de Navalcarnero.[cita requerida]
En 2004 cerró su tienda de bicicletas de la plaza de la Magdalena de Toledo, después de cuarenta y cinco años abierta al público.

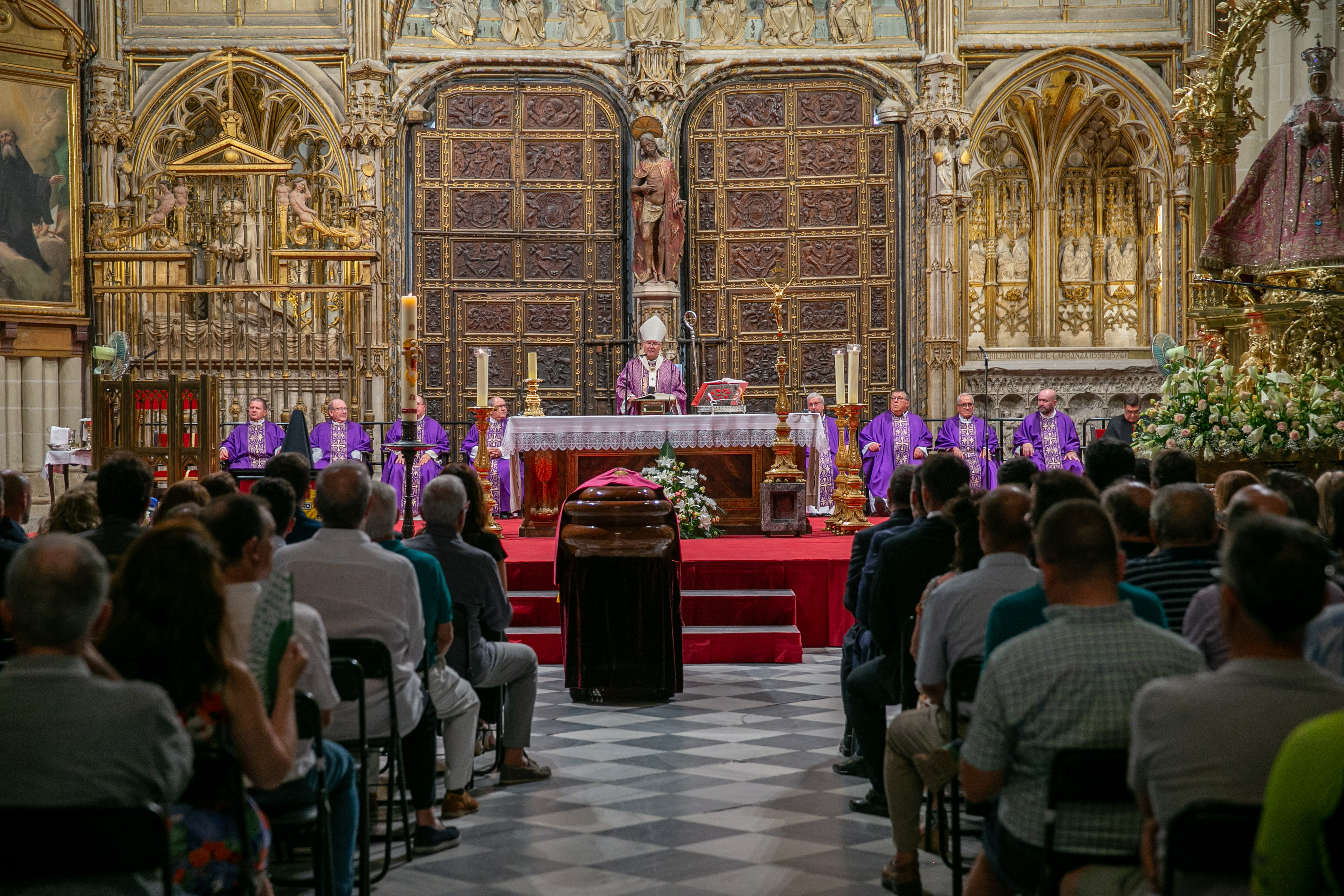
Funeral de Bahamontes (2023).

Permaneció unido desde el 3 de noviembre de 1956, fecha en la que se celebró su boda en la catedral de Toledo, con Fermina Aguilar Sánchez, fallecida en 2018. La pareja no tuvo hijos. Desde la pandemia de COVID-19, residía en la localidad terracampina de Villanueva de San Mancio (Valladolid). Falleció el 8 de agosto de 2023 en el Centro Hospitalario Benito Menni de la ciudad de Valladolid. El alcalde de Toledo, Carlos Velázquez, informó de su fallecimiento y decretó dos días de luto en la ciudad de Toledo.

## Homenaje del Tour
En el 50.º aniversario de su victoria en el Tour de Francia (cuando se convirtió en el primer ciclista español en ganar la clasificación general de la ronda gala), Federico Martín Bahamontes, El Águila de Toledo, fue homenajeado por la organización al inicio de la 6.ª etapa (Gerona-Barcelona), celebrada el día que cumplía 81 años.
Días antes, el embajador de Francia le entregó una placa conmemorativa en nombre de la República Francesa.
En la edición 100 del Tour de Francia recibió un homenaje en el que se le nombraba oficialmente el mejor escalador de la historia de dicha competición.

## Su escultura en Toledo

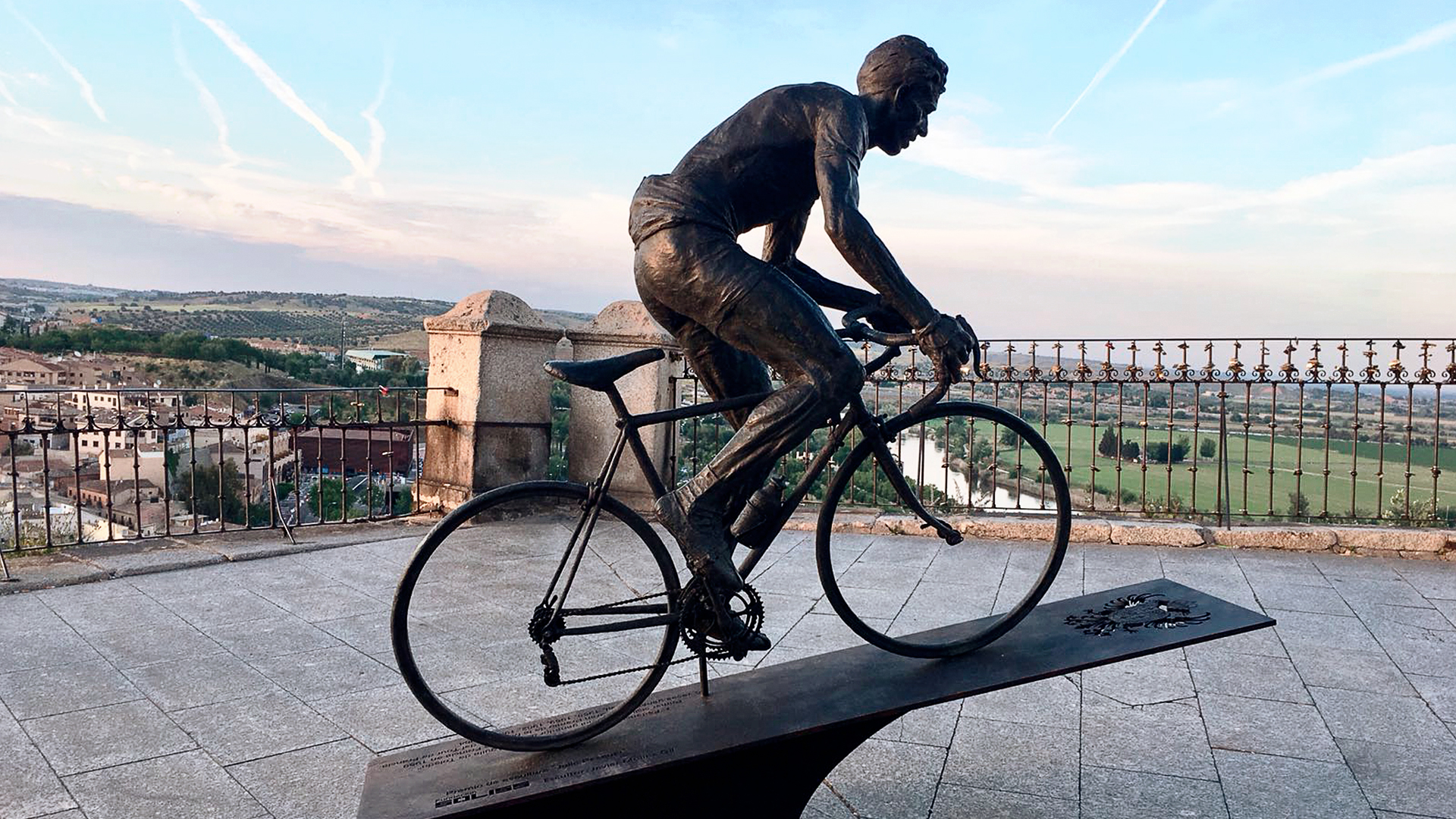
Escultura de Federico Martín Bahamontes en Toledo, obra de Javier Molina y financiada por la Fundación Soliss

El 6 de mayo de 2018 fue inaugurada su escultura en Toledo en un acto de homenaje en el que la ciudad castellana se volcó con el ciclista. Al acto acudieron Miguel Induráin, Pedro Delgado y Carlos Sastre para arropar al "Águila de Toledo" en un día tan señalado. El monumento en bronce, de 1,90m de alto, 1,88m de ancho y 0,50m de fondo, fundido en las instalaciones de Capa Esculturas empleando la técnica de fundición a la cera perdida, es una excepcional representación de Bahamontes en su posición característica de gran escalador. El autor es el escultor valenciano Javier Molina Gil y la obra fue costeada íntegramente por la Fundación Soliss en su premio de escultura "Julio Pascual".
La madrugada del 28 de julio de 2019, la estatua homenaje apareció destrozada, con una rueda sobre el suelo y con varias partes más rotas, en un acto de vandalismo. Un coche de bomberos procedió a retirar los restos de la escultura, operación algo compleja por el gran peso de la misma. Sin embargo, el 10 de septiembre de 2019 la estatua fue recolocada en el mismo lugar que ocupaba originalmente una vez restaurada.

## Estilo, personalidad y características

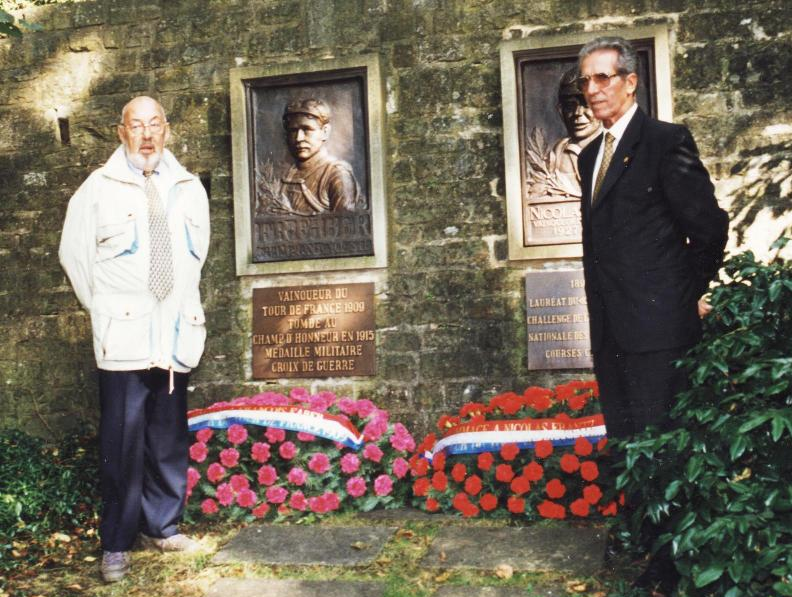
Charly Gaul (izquierda) y Bahamontes, dos de los más grandes escaladores del Tour.

Corredor alto y delgado (en Francia se le comparaba con Don Quijote), Bahamontes es considerado uno de los más grandes escaladores de la historia del ciclismo, quizá solo comparable con su contemporáneo el luxemburgués Charly Gaul. Seco como un sarmiento de viña, en palabras del periodista René Latour, pesaba 62 kilos con una estatura de 1,74 m cuando ganó el Tour de Francia 1959, una constitución física comparable con la de Fausto Coppi, incluyendo un pulso muy por debajo de los sesenta latidos por minuto en reposo.
También se le ha descrito como un escalador dotado, elegante, a veces imprevisible. Brillante en la montaña, en cambio no destacaba generalmente en los descensos, lo que hacía que fuese atrapado en las bajadas por los corredores que coronaban por detrás de él. Corredor muy combativo, se distinguía por su mentalidad ofensiva y sus ataques sistemáticos en la montaña. De acuerdo con el columnista francés Alain Rémond, Bahamontes se identificaba con ¡el garbo, el orgullo y la valentía!
Corredor nervioso e imprevisible, sus éxitos o fracasos dependían de su moral que a menudo no lograba dominar. Una buena parte de su carrera estuvo marcada por su rivalidad con su compañero Jesús Loroño. Esta rivalidad llegó a su punto culminante en la Vuelta a España 1957, en la que Bahamontes debió renunciar a defender el jersey de líder a petición del entrenador Luis Puig, que favoreció una escapada de Loroño. Estos problemas llevaron a que cada uno se negara a ayudar a los demás miembros del equipo, y el conflicto entre los dos campeones de España debilitó a todo el equipo, como sucedió en la Vuelta a España 1958, en la que el francés Jean Stablinski se benefició de la situación. De acuerdo con los comentarios de Jesús Galdeano, compañero de Bahamontes y de Loroño, la rivalidad entre ambos era tan fuerte como la que existía entre los campeonísimos italianos Fausto Coppi y Gino Bartali.

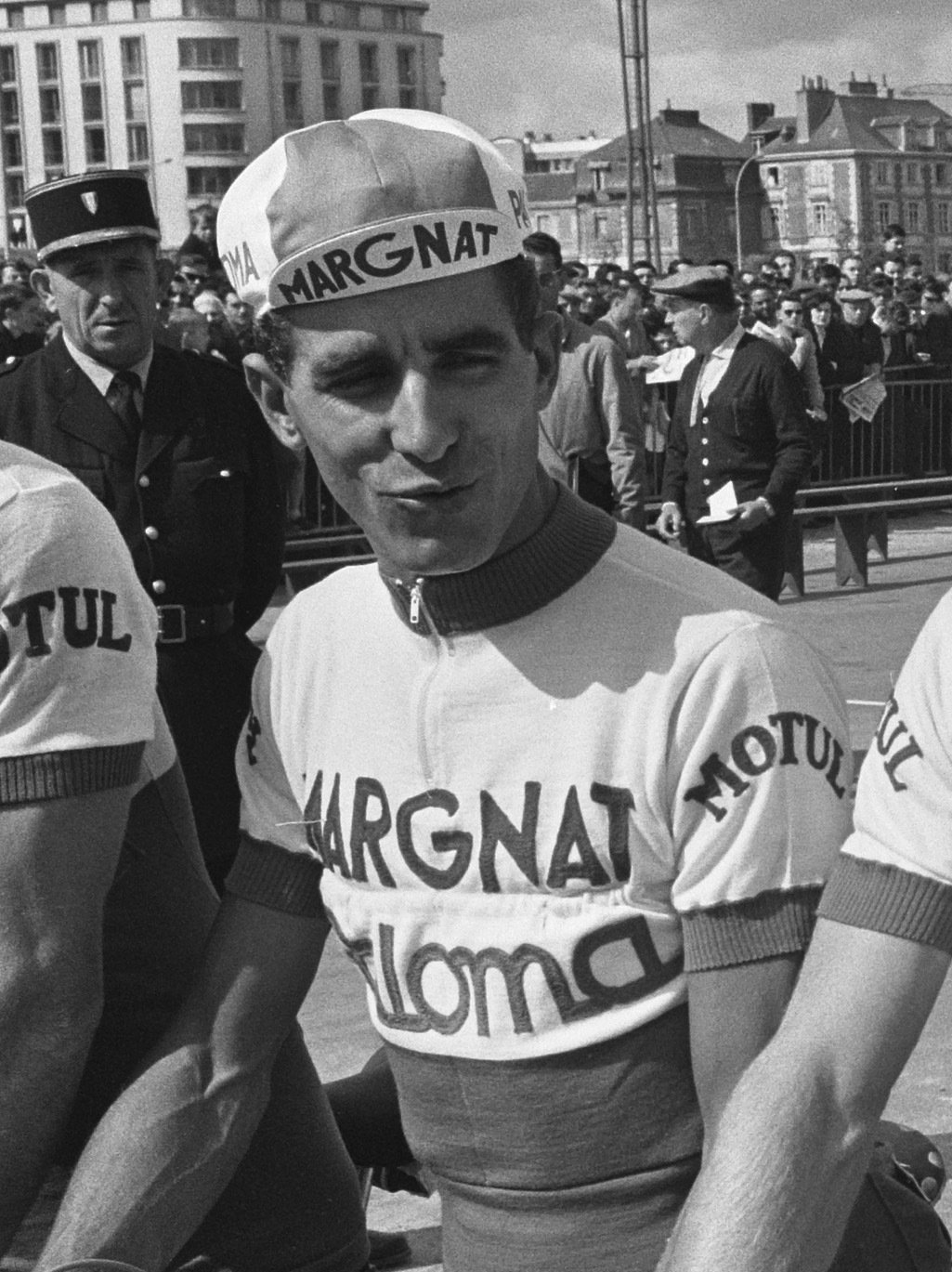
Bahamontes en el Tour 1964.

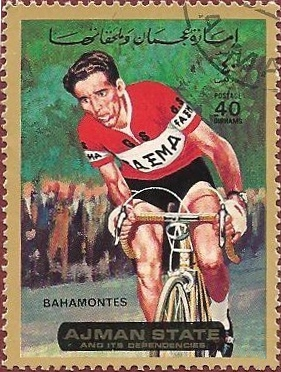
Sello de Ajman con la imagen de Bahamontes (1972).

Numerosos hechos remarcables a lo largo de su vida y de su carrera ciclista dan una idea de su personalidad, genial para unos, algo excéntrica para otros. Deportista hecho a sí mismo, poseedor de un fuerte carácter, siempre defendió sin complejos sus logros, manifestando con una inusual sinceridad sus opiniones, lo que le creó no pocos problemas con la prensa a lo largo de su carrera. Esta forma de ser individualista y algo anárquica, lo convirtió en un arquetipo de la imagen romántica que se tenía del español en el extranjero, la de un personaje de carácter tan tenaz como desorganizado:
- Su verdadero nombre es Alejandro, pero un hermano de su padre se empeñó en que debía llamarse Federico como él, y al final su insistencia se convirtió en hábito. Con su apellido, pasó algo similar. El propio ciclista potenció el uso de su apellido materno, porque opinaba que "Martín había muchos, pero Bahamontes solo yo".[1]
- Bahamontes pidió dinero por correr el Campeonato de España de 1955, pero como no se lo dieron, no se presentó. Le pusieron una multa de 5000 pesetas y le retiraron la licencia, y entonces amenazó con nacionalizarse francés. Parece que su esposa Fermina pagó la multa sin que su marido lo supiera.[49]
- En el Tour de 1959, el que ganó, la organización quiso favorecer a Anquetil en la quinta etapa, una contrarreloj. Pese a que Bahamontes era el 13 en la general, y Anquetil el 31, se dispuso que el francés saliera dos minutos después que el español, "para dar espectacularidad". Sin embargo, el toledano hizo gala de su sangre fría, se reservó en la primera parte del recorrido, y cuando fue alcanzado por Anquetil, se puso a correr casi en paralelo detrás de él, batiéndole incluso en el sprint al llegar a meta. Resultado: la diferencia quedó reducida a tan solo dos minutos, lo que finalmente beneficiaría al español.[6]
- Bahamontes siempre ha defendido que de haber dispuesto de un equipo que le apoyara, podría haber ganado «tres, cuatro o cinco» veces el Tour de Francia, acusando a los franceses de «hacer trampas» para beneficiar a Jacques Anquetil, del que dijo que tomaba una sustancia prohibida llamada «chopi». También afirma que Anquetil fue subido a un coche en la etapa entre Andorra y Toulouse del Tour de 1964, tras un ataque del toledano en la montaña al que el francés no pudo responder.[7]
- En el Giro de Italia recuerda que los corredores italianos decían: "Dejale andare, que va el cretino que nos fa morir a tutti" (Dejadle avanzar, que va el cretino que nos va a hacer morir a todos).[18]
- Su manera de retirarse del que sería su último Tour también fue singular. El 1 de julio de 1965, tras haber perdido más de 50 minutos en la etapa anterior, demarró con fuerza en las primeras rampas del Aspet, dejando rápidamente atrás al pelotón. Al poco de escaparse, evitando que sus rivales le vieran, salió de la carretera y se escondió entre unos matorrales. Dejó pasar al pelotón, y se subió al coche escoba, dando por terminada su andadura en las grandes vueltas. Esta argucia provocó que cundiese la incertidumbre entre sus competidores durante un buen rato, pues al no ver al toledano por delante al rodar por zonas despejadas, llegaron a pensar que les podía recuperar un tiempo considerable. Existen fotografías que recogen este momento.[19]
- En 2013 fue nombrado "Mejor escalador de la historia del Tour", elegido por siete de los nueve miembros de un jurado reunido por el diario L'Équipe. Preguntado Bahamontes acerca del resultado de la votación, consideraba "merecido" su reconocimiento, pero disentía del resto de la clasificación, afirmando que el segundo tendría que haber sido el luxemburgués Charly Gaul, y no Richard Virenque. «Si él es un escalador, yo soy Napoleón», declaró al diario francés.[7]
- Estaba casado con Fermina Aguilar Sánchez (1927-2018).[50]

## Palmarés
| 1954 - Clasificación de la montaña del Tour de Francia 1955 - Vuelta a Asturias, más 1 etapa - 2 etapas de la Volta a Cataluña - Clásica de los Puertos - 1 etapa de la Bicicleta Vasca 1956 - Clasificación de la montaña del Giro de Italia 1957 - Vuelta a Asturias, más 1 etapa - 2.º en la Vuelta a España, más 1 etapa y clasificación de la montaña 1958 - Campeonato de España en Ruta - 2 etapas del Tour de Francia, más clasificación de la montaña y Premio de la Combatividad - 1 etapa del Giro de Italia - Clasificación de la montaña de la Vuelta a España - Subida a Arrate 1959 - 2 etapas de la Vuelta a Suiza - Tour de Francia , más 1 etapa y clasificación de la montaña - Subida a Arrate - 1 etapa de la Vuelta a España - 2.º en el Campeonato de España en Ruta - Campeonato de España de Montaña - Subida a Arrate - Campeón de España por Regiones | 1960 - 1 etapa de la Vuelta a España - Subida a Arrate 1961 - 3.º en el Campeonato de España en Ruta - Subida a Arrate - 1 etapa del Giro de Cerdeña 1962 - 1 etapa del Tour de Francia, más clasificación de la montaña - 1 etapa del Tour de Romandía - Subida a Arrate 1963 - 2.º en el Tour de Francia, más 1 etapa y clasificación de la montaña 1964 - Subida al Naranco - 1 etapa de la Midi Libre - 3.º en el Tour de Francia, más 2 etapas y clasificación de la montaña - Seis días de Madrid (con Rik Van Steenbergen) 1965 - Escalada a Montjuic - Tour du Sud-Est |

## Resultados

### Grandes Vueltas
| Carrera | Carrera         | 1953 | 1954 | 1955 | 1956 | 1957 | 1958 | 1959 | 1960 | 1961 | 1962 | 1963 | 1964 | 1965 |
| ------- | --------------- | ---- | ---- | ---- | ---- | ---- | ---- | ---- | ---- | ---- | ---- | ---- | ---- | ---- |
|         | Giro de Italia  | —    | —    | —    | Ab.  | —    | 17.º | —    | —    | Ab.  | —    | —    | —    | —    |
|         | Tour de Francia | —    | 25.º | —    | 4.º  | Ab.  | 8.º  | 1.º  | Ab.  | —    | 14.º | 2.º  | 3.º  | Ab.  |
|         | Vuelta a España | X    | X    | 21.º | 4.º  | 2.º  | 6.º  | Ab.  | Ab.  | —    | —    | —    | —    | 10.º |

### Vueltas menores
| Carrera | Carrera                | 1953 | 1954 | 1955 | 1956 | 1957 | 1958 | 1959 | 1960 | 1961 | 1962 | 1963 | 1964 | 1965 |
| ------- | ---------------------- | ---- | ---- | ---- | ---- | ---- | ---- | ---- | ---- | ---- | ---- | ---- | ---- | ---- |
|         | Volta a Cataluña       | 8.º  | —    | 5.º  | —    | 10.º | —    | —    | —    | —    | —    | —    | —    | —    |
|         | Tour de Romandía       | —    | —    | —    | —    | —    | —    | —    | —    | 12.º | 7.º  | 2.º  | —    | —    |
|         | Critérium del Dauphiné | —    | —    | —    | —    | —    | —    | —    | —    | —    | 4.º  | 5.º  | 6.º  | —    |
|         | Vuelta a Suiza         | —    | —    | —    | —    | —    | —    | 3.º  | —    | —    | —    | —    | —    | —    |

### Clásicas y Campeonatos
| Carrera         | Carrera           | 1553 | 1954 | 1955 | 1956 | 1957 | 1958 | 1959 | 1960 | 1961 | 1962 | 1963 | 1964 | 1965 |
| --------------- | ----------------- | ---- | ---- | ---- | ---- | ---- | ---- | ---- | ---- | ---- | ---- | ---- | ---- | ---- |
|                 | Milán-San Remo    | —    | —    | —    | —    | —    | —    | —    | —    | —    | —    | 71.º | —    | —    |
| Gante-Wevelgem  | Gante-Wevelgem    | —    | —    | —    | —    | 95.º | —    | —    | —    | —    | —    | —    | —    | —    |
|                 | Giro de Lombardía | —    | —    | —    | —    | —    | —    | —    | —    | —    | 20.º | —    | —    | —    |
| Mundial en Ruta | Mundial en Ruta   | —    | Ab.  | —    | Ab.  | —    | —    | —    | —    | 17.º | —    | Ab.  | Ab.  | —    |
| España en Ruta  | España en Ruta    | —    | —    | —    | —    | —    | 1.º  | 2.º  | —    | 3.º  | —    | —    | —    | —    |

## Premios, reconocimientos y distinciones
- Gran Cruz de la Real Orden del Mérito Deportivo, otorgada por el Consejo Superior de Deportes (2002)
- Reconocido oficialmente como el "Mejor Escalador de la Historia del Tour".[7]
- También fue reconocido como uno de los ciclistas más destacados de la historia al ser elegido en el año 2002 para formar parte de la Sesión Inaugural del Salón de la Fama de la UCI.[51]